# Alberto Lleras Camargo
Alberto Lleras Camargo (Bogotà, 3 luglio 1906 – Bogotà, 4 gennaio 1990) è stato un giornalista, politico e diplomatico colombiano.
Membro del Partito Liberale Colombiano (di cui fu segretario dal 1930 al 1933), fu più volte ministro fra il 1935 e il 1945. Da aprile a ottobre 1943, fu anche ambasciatore presso gli Stati Uniti d'America.
Nel 1945, fu eletto per la prima volta Presidente della Colombia. Fu l'ultimo Direttore Generale della Unione Panamericana e il primo Segretario Generale della neo-costituita Organizzazione degli Stati Americani. Nel 1958, fu rieletto alla Presidenza della Colombia.

## Premi
- Premio Maria Moors Cabot: 1947[1]